# Langeberg (gemeente)
Langeberg (officieel: Langeberg Plaaslike Munisipaliteit, voorheen Breederivier/Wynland Plaaslike Munisipaliteit) is een gemeente in het Zuid-Afrikaanse district Kaapse Wynland.
Langeberg ligt in de provincie West-Kaap en telt 97.724 inwoners. De gemeente heeft haar naam overgenomen van de gemeente Hessequa (voorheen Langeberg), nadat die gemeente had besloten van naam te veranderen.

## Hoofdplaatsen
Langeberg is op zijn beurt nog eens verdeeld in vijf hoofdplaatsen (Afrikaans: nedersettings) en de hoofdstad van de gemeente is de hoofdplaats Ashton.
- Ashton
- Bonnievale
- McGregor
- Montagu
- Robertson